# Gregorio Benito
Gregorio Benito Rubio (* 21. Oktober 1946 in El Puente del Arzobispo, Provinz Toledo; † 2. April 2020 in Madrid) war ein spanischer Fußballspieler.

## Karriere

### Vereine
Gregorio „Goyo“ Benito begann bei Salesianos de Atocha, einem im Madrider Stadtbezirk Arganzuela im Stadtteil Palos de Moguer ansässigen Verein mit dem Fußballspielen, bevor er im Alter von 16 Jahren in die Nachwuchsabteilung von Real Madrid gelangte. Im Juli 1966 in die Erste Mannschaft aufgerückt, spielte er ab August und zunächst auf Leihbasis für Rayo Vallecano in der Gruppe Nord der Segunda División, der zweithöchsten Spielklasse im spanischen Fußball. In seiner Premierensaison im Seniorenbereich bestritt er 20 Punktspiele, in denen er torlos blieb; sein Debüt gab er am 11. September 1966 (1. Spieltag) beim 2:0-Sieg im Heimspiel gegen den CD Teneriffa. In der Folgesaison trug er in 23 Punktspielen zum vierten Platz am Saisonende bei; zwei Plätze besser als die Saison zuvor. Mit dem Ablauf der Leihfrist kehrte er zur Saison 1968/69 zu Real Madrid zurück, kam in der Meistersaison unter Trainer Miguel Muñoz jedoch nicht zum Einsatz, da er seinem Militärdienst nachkam.
Von 1969 bis 1982 bestritt er nunmehr und ununterbrochen in der Primera División 317 Punktspiele, wobei er in dieser Spielklasse am 26. Oktober 1969 (7. Spieltag) beim 2:1-Sieg im Auswärtsspiel gegen Real Sociedad debütierte. Sein erstes von nur zwei Saisontoren erzielte er am 25. März 1979 (25. Spieltag) beim 2:1-Sieg im Auswärtsspiel gegen den Liganeuling Recreativo Huelva mit dem Treffer zum Endstand in der 89. Minute. Während seiner Vereinszugehörigkeit gewann er mit Real Madrid sechsmal die Spanische Meisterschaft und fünfmal den Vereinspokal. Ferner bestritt er 45 nationale und 58 internationale Pokalspiele (33 Mal im Wettbewerb um den Europapokal der Landesmeister), wobei er sein einziges Tor mit dem 1:0-Siegtreffer im Achtelfinalrückspiel im Estadio Santiago Bernabéu gegen den FC Porto erzielte, 16 Mal im Wettbewerb um den Europapokal der Pokalsieger und neunmal im Wettbewerb um den UEFA-Pokal. Ein internationaler Titel blieb ihm verwehrt; zwar erreichte er mit seiner Mannschaft am 21. Mai 1971 in Piräus das Wiederholungsspiel des Finales um den Europapokal der Pokalsieger und am 27. Mai 1981 in Paris das Finale um den Europapokal der Landesmeister, jedoch wurden beide Begegnungen mit 0:1 und 1:2 gegen den FC Chelsea und den FC Liverpool verloren.

### Nationalmannschaft
Benito gehörte 1967/68 der Olympiaauswahl an, für die er im Spiel der Qualifikationsgruppe 4 gegen die Auswahl Islands (1:1; am 31. Mai 1967) und im Finalrückspiel gegen das Team GB (0:0; am 10. April 1968) eingesetzt wurde. In der Gruppe B des olympischen Turniers bestritt er alle Spiele sowie das am 20. Oktober 1968 in Puebla mit 0:2 gegen die Auswahl Mexikos verlorene Viertelfinale.
Mit der Amateurnationalmannschaft Spaniens nahm er am Wettbewerb um den UEFA Amateur Cup teil. In der zweiten Auflage 1969/70 ging er mit seiner Mannschaft als Sieger aus der Gruppe 2 hervor und gelangte in der Endrunde mit dem 6:0-Sieg über die Amateurnationalmannschaft Italiens ins Finale. Da die Finalbegegnung am 3. Juli 1970 in Forte dei Marmi gegen die Amateurnationalmannschaft der Niederlande mit 1:1 n. V. keinen Sieger fand, wurde das Spiel einen Tag später an selber Stätte wiederholt. In diesem setzte er sich mit seiner Mannschaft mit 2:1 durch.
Für die A-Nationalmannschaft bestritt er 22 Länderspiele, für die er am 9. Mai 1971 beim 2:0-Sieg über die Nationalmannschaft Zyperns im zweiten EM-Qualifikationsspiel der Gruppe 4 debütierte. Nach neun weiteren EM- und fünf WM-Qualifikationsspielen, kam er auch in sieben Freundschaftsländerspielen zum Einsatz. Seinen letzten Einsatz als Nationalspieler hatte er am 29. März 1978 in Gijón beim 3:0-Sieg über die Nationalmannschaft Norwegens.

## Erfolge
- Europameister der Amateure 1970
- Finalist Europapokal der Landesmeister 1981
- Finalist Europapokal der Pokalsieger 1971
- Spanischer Meister 1972, 1975, 1976, 1978, 1979, 1980
- Spanischer Pokal-Sieger 1970, 1974, 1975, 1980, 1982

## Sonstiges
Er starb im April 2020 im Alter von 73 Jahren an den Folgen der Infektionskrankheit COVID-19. Gregorio Benito litt zum Todeszeitpunkt an der Alzheimer-Krankheit im fortgeschrittenen Stadium.